# 33389 Isairisgreco
33389 Isairisgreco este o planetă minoră (asteroid), cu un diametru de 3,848 km, din centura de asteroizi. A fost descoperită pe 10 februarie 1999 la Experimental Test Site⁠(d) de Lincoln Near-Earth Asteroid Research. 
Obiectul prezintă o orbită caracterizată de o semiaxă mare de 2,2446266 UAi, o excentricitate de 0,18, o înclinație de 5,31589 ° în raport cu ecliptica.